# Barra de Cuatunalco
Barra de Cuatunalco är en ort i Mexiko.   Den ligger i kommunen San Pedro Pochutla och delstaten Oaxaca, i den sydöstra delen av landet, 500 km sydost om huvudstaden Mexico City. Barra de Cuatunalco ligger 17 meter över havet och antalet invånare är 177.
Terrängen runt Barra de Cuatunalco är lite kuperad. Havet är nära Barra de Cuatunalco åt sydväst.  Närmaste större samhälle är San Pedro Pochutla, 15,1 km väster om Barra de Cuatunalco. 